# Бульвар Просвіти (Тернопіль)
Бульвар Просвіти — один з бульварів міста Тернополя мікрорайону Дружба. Названа на честь українського товариства «Просвіта».

## Відомості
№12 — шістнадцятиповерховий будинок, найвища точка Тернополя